# Антропшино (станция)
Антро́пшино — железнодорожная станция Витебского направления Октябрьской железной дороги в Гатчинском районе Ленинградской области. Расположена в одноимённом микрорайоне города Коммунар, между станциями Павловск и Кобралово. Открыта в 1904 году.
На станции 5 путей, островная платформа между главными путями. Имеется зал ожидания с кассами по продаже билетов. На станции останавливаются многие электропоезда. 
Зимой 1962 года через станцию было запущено движение электропоездов в составе электрифицированного напряжением 3,3 кВ участка Павловск - Вырица - Посёлок.
Изначально электрификация была адаптирована только под движение электропоездов и контактную подвеску имели только I и II главные пути, но в 1987 году в рамках проекта окончательного перевода ленинградского железнодорожного узла на электротягу были электрифицированы оставшиеся 3 второстепенных пути посредством установки жёстких поперечин на всю ширину станции.
Топоним Андропшино встречается на картах 1879 года.